# Фурнвиль
Фурнви́ль (фр. Fourneville) — коммуна во Франции, находится в регионе Нижняя Нормандия. Департамент коммуны — Кальвадос. Входит в состав кантона Онфлёр. Округ коммуны — Лизьё.
Код INSEE коммуны — 14286.

## Население
Население коммуны на 2010 год составляло 498 человек.
| 1962 | 1968 | 1975 | 1982 | 1990 | 1999 | 2010 |
| ---- | ---- | ---- | ---- | ---- | ---- | ---- |
| 228  | 264  | 238  | 291  | 343  | 351  | 498  |

## Экономика
В 2010 году среди 329 человек трудоспособного возраста (15—64 лет) 237 были экономически активными, 92 — неактивными (показатель активности — 72,0 %, в 1999 году было 70,9 %). Из 237 активных жителей работали 233 человека (126 мужчин и 107 женщин), безработных было 4 (2 мужчин и 2 женщины). Среди 92 неактивных 29 человек были учениками или студентами, 31 — пенсионерами, 32 были неактивными по другим причинам.